# Ильинка (Великопольское сельское поселение)
Ильи́нка — посёлок в Оршанском районе Республики Марий Эл. Входит в состав Великопольского сельского поселения.

## География
Находится в северной части республики Марий Эл на расстоянии приблизительно 12 км по прямой на юг от районного центра посёлка Оршанка.

## История
Основан в 1921 году переселенцами из деревни Яндылетково. В годы Великой Отечественной войны и до 1951 года здесь находилась исправительно-трудовая колония с сельскохозяйственным уклоном. В 1951 году на месте колонии создали лугомелиоративную станцию, с 1963 года машиномелиоративную станцию (ММС). В 1970 года она была реорганизована в передвижную механизированную колонну № 4 объединения «Марийскмелиорация», которая существовала здесь до перебазирования в Оршанку в 1982 году. В 2003 году в посёлке оставалось 60 хозяйств.

## Население
Население составляло 172 человек (мари 67 %, русские 30 %) в 2002 году, 184 в 2010.